# Nalgonda (distrikt)
Nalgonda är ett distrikt i den indiska delstaten Telangana. Folkmängd i distriktet 3 238 449, varav drygt 20% positivt diskriminerade lägre klasser. Den administrativa huvudorten är Nalgonda.